# Chirawa
Chirawa là một thành phố và khu đô thị của quận Jhunjhunun thuộc bang Rajasthan, Ấn Độ.

## Địa lý
Chirawa có vị trí 28°15′B 75°38′Đ / 28,25°B 75,63°Đ Nó có độ cao trung bình là 294 mét (964 feet).

## Nhân khẩu
Theo điều tra dân số năm 2001 của Ấn Độ, Chirawa có dân số 37.210 người. Phái nam chiếm 53% tổng số dân và phái nữ chiếm 47%. Chirawa có tỷ lệ 66% biết đọc biết viết, cao hơn tỷ lệ trung bình toàn quốc là 59,5%: tỷ lệ cho phái nam là 75%, và tỷ lệ cho phái nữ là 56%. Tại Chirawa, 15% dân số nhỏ hơn 6 tuổi.